# Иванов, Николай Михайлович (механизатор)
Николай Михайлович Иванов (род. 17 апреля 1954) — российский учёный в области механизации сельскохозяйственного производства, доктор технических наук (2001), профессор (2018), член-корреспондент РАН (2019). Инженер-механик. Специалист в области технологического и технического обеспечения процессов послеуборочной обработки зерна и семян в условиях Сибири.         
За большой личный вклад в разработку перспективных технологий и комплексов технических средств, достигнутые результаты в научно-исследовательской работе и их активное внедрение в сельскохозяйственное производство награжден медалью ордена «За заслуги перед Отечеством» 2-й степени, званием «Почетный работник АПК России», почетной грамотой и  благодарностью Министерства сельского хозяйства Российской Федерации, неоднократно награждался почетными грамотами Президиума Россельхозакадемии, администрации, совета депутатов Новосибирской области, мэрии города Новосибирска, памятными медалями.

## Биография
Окончил Новосибирский сельскохозяйственный институт (1977).
Инженер, младший научный, старший научный сотрудник (1977—1993), заведующий научной лабораторией (с 1993), учёный секретарь (с 2002), заместитель директора (с 2003), директор (2006—2016) Сибирского научно-исследовательского института механизации и электрификации сельского хозяйства. Одновременно преподаёт в Новосибирском государственном аграрном университете.